# Batheuchaeta antarctica
Batheuchaeta antarctica är en kräftdjursart som beskrevs av Markhaseva 1986. Batheuchaeta antarctica ingår i släktet Batheuchaeta och familjen Aetideidae. Inga underarter finns listade i Catalogue of Life.